# Xantener Kreis
Der Xantener Kreis bzw. Xantener Bund ist eine informelle Gruppierung aktueller und ehemaliger Abgeordneter der CDU/CSU-Bundestagsfraktion, die dem konservativen Spektrum zugerechnet werden. Der Gruppierung, die nach ihren regelmäßigen vertraulichen Treffen in der Berlin-Wilmersdorfer Gaststätte Xantener Eck benannt ist, gehören unter anderem Volker Kauder, Wolfgang Bosbach, Otto Hauser, Andreas Schockenhoff, Georg Brunnhuber, Rupert Scholz (alle CDU) sowie Johannes Singhammer (CSU) an.